# Венериды
Венериды или Венеровые или Венерки  (лат. Veneridae) — большое семейство двустворчатых моллюсков (Bivalvia). Включают более 500 видов морских и пресноводных моллюсков. Большинство из них съедобны и широко используются в пищу.
В США для всех съедобных моллюсков, кроме мидий и устриц, используется слово клэм (clams), например клэм-чаудер. И именно венериды составляют большую часть всех добываемых в мире клэмов. Семейство включает в себя такой важный коммерческий вид моллюсков, как венерка (В США hard clam) или quahog, он же Mercenaria mercenaria.

## Роды
- Agriopoma Dall, 1902
- Amiantis Carpenter, 1884
- Anomalocardia Schumacher, 1817
- Callista Poli, 1791
- Chamelea Morch, 1853
- Chione Megerle von Mühlfeld, 1811
- Chionista Keen, 1958
- Circomphalus Klein, 1853
- Clausinella J. E. Gray, 1851
- Compsomyax Stewart, 1930
- Cyclinella Dall, 1902
- Dosinia Scopoli, 1777
- Gafrarium Roding, 1798
- Gemma Deshayes, 1853
- Globivenus Coen, 1934
- Gouldia C. B. Adams, 1847
- Humilaria Grant and Gale, 1931
- Irus Schmidt, 1818
- Irusella Hertlein and Grant, 1972
- Liocyma Dall, 1870
- Lirophora Conrad, 1883
- Macrocallista Meek, 1876
- Mercenaria Schumacher, 1817
- Nutricola Bernard, 1982
- Parastarte Conrad, 1862
- Periglypta Jukes-Browne, 1914
- Pitar Römer, 1857
- Protothaca Dall, 1902
- Psephidia Dall, 1902
- Puberella Fischer-Piette and Vukadinovic, 1977
- Saxidomus Conrad, 1837
- Tapes Muhlfeld, 1811
- Timoclea Brown, 1827
- Tivela Link, 1807
- Transennella Dall, 1883
- Venerupis Lamarck, 1818
- Ventricolaria Keen, 1954
- Venus Linnaeus, 1758

## Галерея
- Dosinia anus из Новой Зеландии
- Austrovenus stutchburyi из Новой Зеландии
- Chamelea striatula
- Irus elegans из Новой Зеландии
- Mercenaria mercenaria
- Pitar lupinaria из Коста-Рики
- Venerupis senegalensis
- Mercenaria mercenaria